# The Acacia Strain
The Acacia Strain — американський металкор-гурт із Чикопі, Массачусетс. Наразі колектив випустив дванадцять повноформатних альбомів.

## Історія
Гурт був заснований 2001 року декількома шкільними друзями, Вінсентом Беннетом, Крістофером Даніелем та Беном Альбертом. Вже будучи учасниками гурту Septic Orgasm, вони вирішили підняти рівень звучання їхньої музики на більш високий рівень технічності, та згодом запросили своїх товаришів Керрі Вайтфілда та Деніела Ласкевича до гурту як бас- та ритм-гітаристів. Вже у 2001 випустили свій дебютний демо-запис, даючи локальні виступи навколо Массачусетсу. 

## Музичний стиль
Музика The Acacia Strain описується критиками як дезкор та металкор, що включає у себе елементи сладж- та дум-металу з певними проявами панк-року.

## Склад
Поточний склад
- Вінсент Беннет — вокал (2001 — дотепер)
- Девін Шидакер — соло-гітара, бек-вокал (2013 — дотепер)
- Гріффін Ланда — бас-гітара (2015 — дотепер)
- Майк Малголланд — ритм-гітара (2022 — дотепер)
- Метт Гульєльмо — ударні (2023 — дотепер)

## Дискографія

#### Студійні альбоми
- ...And Life Is Very Long (2002)
- 3750 (2004)
- The Dead Walk (2006)
- Continent (2008)
- Wormwood (2010)
- Death Is the Only Mortal (2012)
- Coma Witch (2014)
- Gravebloom (2017)
- It Comes In Waves (2019)
- Slow Decay (2020)
- Step Into the Light (2023)
- Failure Will Follow (2023)

#### Мініальбоми
- Money for Nothing (2013)
- Above/Below (2013)
- The Depression Sessions за участі Thy Art Is Murder та Fit for an Autopsy (2016)

#### Демозаписи
- 2001 Demo (2001)